# Bernhard Schulz (Schriftsteller)
Bernhard Schulz (* 22. April 1913 in Lindlar; † 24. März 2003 in Osnabrück), auch unter seinem Zeitungskürzel bezet bekannt, war ein deutscher Journalist und Schriftsteller. Es besteht Verwechslungsgefahr mit dem gleichnamigen Kulturredakteur des Berliner Tagesspiegels.

## Leben
Bernhard Schulz, Sohn eines Sparkassenangestellten, wuchs in einem Dorf im Oberbergischen Land auf. Schon früh las er neben Karl May und Ludwig Ganghofer auch Fontane und Tolstoi.
Nach dem Besuch der Zwergschule in Lindlar kam Schulz auf die Paritätische Höhere Lehranstalt in Engelskirchen und das Humanistische Gymnasium in Wipperfürth.
Sein Berufswunsch war, Journalist zu werden. In Bergisch Gladbach volontierte er bei der Rheinisch Bergischen Zeitung. Danach war er Redakteur, freier Journalist und Lektor in Eckernförde, Hannover und Berlin.
Nach acht Jahren Militärdienst, Krieg und Gefangenschaft erfolgte seine Rückkehr nach Osnabrück, der ursprünglichen Heimat der Familie, wo er bis zum Ruhestand Feuilletonredakteur der Neuen Tagespost war. Zugleich schrieb er auch für andere Zeitungen wie Die Welt. Er veröffentlichte viele Kurzgeschichten und 24 Bücher.
Er war befreundet mit dem Hamburger Literaturagenten Werner Lüning. Sein Werk ist geprägt von den Erfahrungen des Zweiten Weltkriegs, den er von Anfang bis Ende mitmachte.  Er berichtet immer wieder über Begebenheiten an West- und Ostfront, so in der längeren Erzählung Die Krähen von Maklaki, die auf einem tatsächlichen Vorfall beruht. Diese Erzählung verbreitete sich in einer russischen Übersetzung in Russland und machte den Autor auch dort bekannt.

## Werke
- Die Erde ruft (1934)
- Das Löwenbanner (1937)
- Im Westen (1941)
- Des Lebens letzter Trost in Alderney (1941)
- Die schwere Not (1942)
- Das Herz zur Faust geballt (1943)
- Die Straße der Väter (1944)
- Wendeltreppe zum Glück (1951)
- Picknick am Mittelmeer (1961)
- Die Krähen von Maklaki (1967)
- Blaue Stunde (1969)
- Bei Kerzenlicht erzählt (1973)
- Das Gurren der Tauben in der Sommerzeit (1976)
- Damals auf dem Dorf (1976)
- Abend mit Zimtsternen (1977)
- Mister Walross oder die Lust Gutes zu tun (1979)
- Stiefel für Maruschka (1986)
- Poesie der Feldwege (1989)
- Ruprecht mit dem Holzbein (1993)
- Damals – Dorfgeschichten aus dem Bergischen Land (1996)
- Nachmittag mit langsamer Erwärmung (1999)
- Nach Auschwitz ins Wochenende und andere Erzählungen (2000)
- Wintergeschichten aus dem Bergischen Land (2002)
- Den Löwenzahn zermalmt nicht Kesselpauke oder Hinwendung zur Geborgenheit (2018)